# Eyes On Me (Superflyの曲)
「Eyes On Me」（アイズ・オン・ミー）は、2010年12月15日に発売されたSuperflyの11作目のシングル。

## 概要
表題曲「Eyes On Me」は冬をテーマにしたバラード・ラブソングで、カップリングには初期のライブで披露された人気の楽曲2曲を初収録。初回限定盤はDVDが付属されており、8月に四国で行われた野外フェスの模様を「公式海賊版」というコンセプトにて収録。
初回限定盤及び通常盤初回生産分のCD盤面に印刷されたタイトルが「Easy On Me」と誤植されている。
オリコンシングルチャートで5位となり、自身初のTOP5入りとなるとともに自己最高順位を更新した。また、売り上げも「My Best Of My Life」の売り上げを超え、「愛をこめて花束を」に次ぐ売り上げを記録した（オリコンでアルバム扱いの「Wildflower & Cover Songs:Complete Best 'TRACK 3'」を除く）。

## 収録曲

### CD
全曲 作詞：越智志帆、編曲：蔦谷好位置
1. Eyes On Me (4:33)
  - 作曲：多保孝一
  - PSP専用ソフト「The 3rd Birthday」テーマソング。
2. Rescue Me (4:11)
  - 作曲：多保孝一
3. プリマドンナ (3:14)
  - 作曲：越智志帆+多保孝一
  - The Birthdayのドラマー・クハラカズユキが参加している。

### DVD
Official Bootleg "Live at MONSTER baSH 2010"
1. Alright!!
2. How Do I Survive?
3. Wildflower
4. Free Planet
5. タマシイレボリューション
6. Dancing On The Fire

## 収録アルバム
Eyes On Me
- 『Mind Travel』（#5）
- 『Superfly BEST』（#3、Disc 2）

Rescue Me
- 『黒い雫 & Coupling Songs: 'Side B'』（#6・Disc 2）

プリマドンナ
- 『黒い雫 & Coupling Songs: 'Side B'』（#7・Disc 2）